# 불로중학교 (인천)
불로중학교(不老中學校)는 대한민국 인천광역시 서구 불로동에 있는 공립 중학교이다.

## 학교 연혁
- 2001년 9월 1일 : 5학급 설립 인가
- 2002년 3월 1일 : 불로중학교 개교
- 2002년 3월 1일 : 제1대 황정복 교장 취임
- 2002년 3월 4일 : 입학식 (남 119명, 여 99명 총 218명)
- 2004년 3월 1일 : 특수학급(1학급) 개설
- 2004년 4월 30일 : 운동부(볼링부) 창설
- 2005년 2월 17일 : 제1회 졸업식 (남 112명, 여 85명 총 197명)
- 2005년 8월 1일 : 반딧불이 도서관 구축
- 2006년 12월 20일 : 서편 1층 5실 증축
- 2008년 1월 18일 : 동편 5층 5.5실 증축
- 2011년 6월 28일 : 급식실 구축
- 2012년 2월 2일 : 교과교실제 교실(영어, 수학) 구축
- 2018년 5월 8일 : 다목적 강당(해오름채) 신축
- 2023년 12월 12일 : 제20회 졸업식(남 102명, 여 110명 총 212명) 총 5,909명
- 2024년 3월 4일 : 입학식(남 126명, 여 109명 총 235명)
- 2024년 9월 1일 : 제10대 문경애 교장 취임

## 참고 자료
- 불로중학교 - 한국교육학술정보원 학교알리미